# Ферхат Абас
Ферхат Абас (арап. فرحات عباس; Тахер, 24. октобар 1899 — Алжир, 23. децембар 1985) био је алжирски политичар.
Основао је 1938. Алжирску народну унију, која се заузимала за равноправност Арапа и Француза. Године 1943. објавио је Манифест алжирског народа, а 1944. је основао покрет Пријатељи Манифеста и слободе, да би 1946. као саоснивач Демократске уније Алжирског манифеста постао њен вођа до 1956.
Када је 1954. у Алжиру избио устанак склонио се у Каиро, да би 1955. приступио Фронту националног ослобођења (ФНЛ; фр. Front de libération nationale). У периоду 1956—61. био је председник привремене владе Алжирске републике са седиштем у Тунису.
Након проглашења независности Алжира 1962. председник је Народне скупштине. Због његовог неслагања са политиком Бен Беле поднео је оставку у августу 1963, а затим је искључен из ФЛН и 1964. стављен у кућни притвор. Ослобођен је после пада Бен Беле.
Написао је две књиге: Алжирски рат и револуција и Колонијанла ноћ.